# There Is a Time
There Is a Time — третий студийный альбом американской актрисы и певицы Лайзы Миннелли, выпущенный 21 ноября 1966 года на лейбле Capitol Records.

## Об альбоме
Между записью своего второго студийного альбома It Amazes Me и There Is a Time прошло в общей сложности 21 месяц. За это время Лайза Миннелли больше занималась своей актёрской карьерой, участвуя в бродвейском мюзикле «Флора — красная угроза» и телевизионной постановке «Опасное Рождество Красной шапочки».
Львиная доля песен, использованная для альбома, была написана французскими шансонье, такими как Шарль Азнавур или Жак Брель. Песня постоянных композиторов Миннелли Джона Кандера и Фреда Эбба «See the Old Man» также вошла в альбом. «I’ll Build a Stairway to Paradise» была взята из киномюзикла «Американец в Париже», а «The Parisians» — из музыкального фильма «Жижи».
Это был последний альбом певицы, выпущенный на Capitol Records, вскоре она уйдёт на A&M Records.

## Отзывы критиков
Как и его альбом-предшественник It Amazes Me, этот не смог попасть в чарты. Музыкальный критик Уильям Рульман связал коммерческую неудачу Миннелли-певицы в основном с «британским вторжением» — распространением современной рок-, соул- и ритм-н-блюзовой музыки и популяризацией британских артистов, таких как Rolling Stones или Дасти Спрингфилд. Однако Рульман не умаляет художественную ценность альбома. Он отметил, что эта романтическая и вокальная работа Лайзы Миннелли подчеркивает её талант как певицы и развлекательного артиста. Издание Stereo Review назвало его «Лучшим альбомом года».

## Список композиций
| №  | Название                     | Автор(ы)                                        | Длительность |
| -- | ---------------------------- | ----------------------------------------------- | ------------ |
| 1. | «There Is a Time (Le Temps)» | Джин Лис, Шарль Азнавур, Джефф Дэвис            | 2:21         |
| 2. | «I (Who Have Nothing)»       | Джерри Либер, Майк Столлер, Могол, Карло Донидо | 2:41         |
| 3. | «M’Lord»                     | Маржерит Монно, Жорж Мустаки                    | 2:27         |
| 4. | «Watch What Happens»         | Жак Деми, Норман Гимбел, Мишель Легран          | 2:41         |
| 5. | «One of Those Songs»         | Жерар Кальви, Уилл Холт                         | 1:58         |
| 6. | «Days of the Waltz»          | Жак Брель, Уилл Холт                            | 4:19         |

| №                   | Название                                                     | Автор(ы)                                     | Длительность |
| ------------------- | ------------------------------------------------------------ | -------------------------------------------- | ------------ |
| 1.                  | «Ay Marieke»                                                 | Жак Брель, Жерар Жуане                       | 2:36         |
| 2.                  | «Love at Last You Have Found Me (J’en Deduis Que Je T’aime)» | Шарль Азнавур, Джонни Уорт                   | 3:38         |
| 3.                  | «I’ll Build a Stairway to Paradise»                          | Бадди Десильва, Джордж Гершвин, Айра Гершвин | 2:08         |
| 4.                  | «See the Old Man»                                            | Джон Кандер, Фред Эбб                        | 1:22         |
| 5.                  | «The Parisians»                                              | Алан Джей Лернер, Фредерик Лоу               | 2:00         |
| Общая длительность: | Общая длительность:                                          | Общая длительность:                          | 28:11        |